# Dicranomyia iniquispina
Dicranomyia iniquispina là một loài ruồi trong họ Limoniidae. Chúng phân bố ở miền Australasia.